# Mala Štanga
Mala Štanga – wieś w Słowenii, w gminie Šmartno pri Litiji. W 2018 roku liczyła 33 mieszkańców.